# 2012년 10월 죽음
다음은 2012년 10월에 사망한 저명한 인물 목록이다.
- 10월 1일
  - 영국의 역사가 에릭 홉스봄
  - 홍콩의 영화배우 관샨
- 10월 4일
  - 독일의 핸드볼선수 에르하르트 분더리히
  - 중화인민공화국의 영화배우 혜천사
- 10월 5일
  - 대한민국의 경제학자 홍원탁
  - 영국의 생물학자 키스 캠벨
- 10월 6일 - 대한민국의 교육인 남흥우
- 10월 7일 - 미국의 영화배우 래리 블락
- 10월 8일 - 스페인의 축구선수 라파엘 레스메스
- 10월 9일 - 영국의 외교관 패디 로이 베이츠
- 10월 10일 - 미국의 영화배우 알렉스 카라스
- 10월 11일 - 독일의 축구선수 헬무트 할러
- 10월 12일 - 미국의 심리학자 존 가르시아
- 10월 13일
  - 대한민국의 텔레비전배우 조경환
  - 일본의 소설가 마루야 사이이치
- 10월 15일 - 캄보디아의 정치인 노로돔 시아누크
- 10월 17일
  - 네덜란드의 영화배우 실비아 크리스털
  - 일본의 영화감독 와카마쓰 고지
- 10월 20일
  - 대한민국의 기업인 구평회
  - 리비아의 군인, 범죄인 카미스 카다피
  - 미국의 내과의사 에드워드 도널 토머스
  - 폴란드의 음악가 프리제미스와프 긴트로스키
- 10월 21일
  - 미국의 정치인 조지 맥거번
  - 인도의 영화감독 야시 초프라
- 10월 22일 - 미국의 영화배우 러셀 민스
- 10월 23일 - 대한민국의 영화배우 국정환
- 10월 24일 - 스웨덴의 영화배우 아니타 비에르크
- 10월 27일
  - 독일의 작곡가 한스 베르너 헨체
  - 미국의 싱어송라이터 테리 칼리어
- 10월 28일
  - 대한민국의 정치인 이명춘
  - 미국의 텔레비전배우 메리 앤더스
- 10월 30일 - 미국의 건축가 레비우스 우즈
- 10월 31일 - 이탈리아의 건축가 가에 아울렌티